# Aeroportul Internațional LA/Ontario
Aeroportul Internațional LA/Ontario (IATA: ONT, ICAO: KONT, FAA LID: ONT) este un aeroport din California, Statele Unite ale Americii ce deservește zona Ontario. Aeroportul a fost tranzitat în 2023 de 6.430.033 de pasageri. A fost deschis în 1949 și numit după zona deservită.
Situat la o altitudine de 288 m, aeroportul dispune de 2 piste.

## Infrastructură

### Piste
Aeroportul dispune de 2 piste. Pista 08L/26R are suprafața de beton și dimensiunile 12.197 picioare × 150 picioare. Pista 08R/26L are suprafața de beton și dimensiunile 10.200 picioare × 150 picioare. 